# Lomanaltes laetulus
Lomanaltes laetulus là một loài bướm đêm trong họ Erebidae.